# 見出し
見出し（みだし、英語: headline）とは、新聞を始めとする様々な記事、文章において内容の要点を非常に短い言葉にまとめ、本文より大きな字で章（しょう、英: chapter、チャプターとも）や節（せつ、英: section、セクションとも）の最初に置かれる言葉。

## 新聞記事の見出し
新聞の1面に掲載されるような主要な記事においては最初に大きい字で見出しがあり、次にリード、次に本文が続くというスタイルがとられる。
リードとは、記事を要約した数行の文章のことである。見出しは短くすることが求められるため、文法上の文となっていないことが多く、単語の羅列のこともある。ある出来事が事実かを確認できないことを表現するため、見出しの最後に（疑問を表す）「か」が付加されていることがある。新聞社は人々の注目を集めるため、記事の要約とは言いがたいような扇情的な見出しを記事に付けることが少なくない。また、短い見出しが記事の内容を表現しきれないため、新聞の購読者が記事の本来の趣旨を誤解することもある。アメリカ合衆国の American Copy Editors Society は、新聞の記事の見出しのコンテストを行っている。
日本では2006年現在、新聞記事の見出しに著作権は認められていない。

## 電子文書の見出し
主要なワープロソフトには任意の行を見出しとして扱う機能が備わっている。Wordの場合、見出しにしたい行を選び、「スタイル」から「見出し1」「見出し2」「見出し3」のうち好きなものを選べばよい。見出しを使うことで文章を階層構造にすることができる。
```
アウトライン構造テキストの例：
大見出し1
中見出し1-1
小見出し1-1-1
小見出し1-1-2
小見出し1-1-3
中見出し1-2
小見出し1-2-1
小見出し1-2-2
大見出し2
中見出し2-1
小見出し2-1-1
小見出し2-1-2
```

Wordでは「表示」-「見出しマップ」で文書全体のアウトライン構造を確認することができる。このようなアウトラインプロセッサに類した機能はWordだけでなく、一太郎をはじめとするほぼ全てのワープロが搭載している。
HTML文書では<h>タグを使って見出しを表示する。<h>タグは<h1>から<h6>までの6階層に使うことができる。
```
使用例：

<h1>大見出し</h1>

<h2>中見出し</h2>

<h3>小見出し</h3>

<p>段落</p>
```

ブラウザによっては、<h>タグを解析して自動的に目次 (TOC) を作成するものもある。
見出しには大きい方から編（部）・章・節・項・目といった名称が付けられる慣習があるが、近年はI、I-1、I-1-A のように単に英数字だけで章節を表すケースも多い。また、特に見出し番号を設けないケース、章にだけ番号を用いるケースなど様々である。

## 学術文書の見出し
学術文書（論文・報告書など）においては，一般に，次のような見出し構造が採られることが多い。
| 構造の階層 | 見出しの名称 | （参考）英語名 | 備考                                                                 |
| ---------- | ------------ | -------------- | -------------------------------------------------------------------- |
| 1          | 編, 部       | part           | 「第II部」のように，番号にローマ数字が用いられる場合もある。         |
| 2          | 章           | chapter        | 中小規模の文書に於いては，部ではなく章が最大の構造を取ることが多い。 |
| 3          | 節           | section        |                                                                      |
| 4          | 項, 小節     | subsection     |                                                                      |
| 5          | 目, 小々節   | subsubsection  | 実際に「1目」などと表記されることは稀であり，専ら番号のみ記される。  |